# Tabanus lingfengi
Tabanus lingfengi är en tvåvingeart som beskrevs av Xu, Zhan och Sun 2006. Tabanus lingfengi ingår i släktet Tabanus och familjen bromsar. Inga underarter finns listade i Catalogue of Life.